# Cercosaura manicatus
Cercosaura manicatus är en ödleart som beskrevs av  O’shaughnessy 1881. Cercosaura manicatus ingår i släktet Cercosaura och familjen Gymnophthalmidae. Inga underarter finns listade i Catalogue of Life.